# 15 Maiden Lane
15 Maiden Lane is een Amerikaanse misdaadfilm uit 1936 onder regie van Allan Dwan. In Nederland werd de film destijds uitgebracht onder de titel Juweelenroovers.

## Verhaal
De oom van Jane Trevor is inspecteur voor een verzekeraar. Jane wil hem bewijzen dat zij even goed is als hij. Ze geeft zich daarom uit voor een juwelendief om binnen te dringen bij een misdaadbende. Ze kan samenwerken met de crimineel Frank Peyton en heeft al vlug de leiding over de bende. Peyton wordt achterdochtig en wil haar kwijtraken. De politie zit de bende intussen op de hielen.

## Rolverdeling
| Acteur          | Personage        |
| --------------- | ---------------- |
| Claire Trevor   | Jane Martin      |
| Cesar Romero    | Frank Peyton     |
| Douglas Fowley  | Nick Shelby      |
| Lloyd Nolan     | Brigadier Walsh  |
| Lester Matthews | Gilbert Lockhart |
| Robert McWade   | John Graves      |
| Ralf Harolde    | Tony             |
| Russell Hicks   | Rechter Graham   |
| Holmes Herbert  | Harold Anderson  |